# KTX-I
Le matériel roulant KTX (pour Korea Train Express, litt. « express ferroviaire de Corée » en anglais) est un train à grande vitesse dérivé du TGV Réseau et circulant en Corée du Sud. Il est également appelé KTX-I depuis qu'une nouvelle version KTX-II a été développée.
Il circule sur le réseau du même nom, où il atteint la vitesse de 300 km/h.

## Histoire
En 1991, un appel d'offres a été lancé pour la fourniture et le transfert de technologie ferroviaire, englobant les infrastructures de voies comme le matériel roulant, pour une ligne de train à grande vitesse sud-coréen. Le 26 août 1991, trois concurrents ont soumis des offres à la Corée du Sud : un groupement d'entreprise menés par GEC-Alstom (aujourd'hui Alstom), l'un des constructeurs du TGV/LGV français ; Siemens, l'un des constructeurs de l'ICE allemand ; et Mitsubishi, l'un des constructeurs du Shinkansen japonais. Après cinq étapes d'évaluation, les consortiums français et allemand ont soumis leurs offres finales le 15 juin 1993. L'Autorité coréenne de construction de trains à grande vitesse (KHSRCA) a annoncé que le consortium mené par GEC-Alstom était la proposition retenu le 20 août 1993, et le contrat a été signé le 14 juin 1994.
Une partie du contrat remporté par GEC-Alstom et sa filiale sud-coréenne Eukorail comprenait l'élaboration des premiers trains à grande vitesse en Corée du Sud, les KTX-I, qui étaient basés sur les plans du TGV Réseau. La caisse de la première motrice a été fabriquée en janvier 1996, le premier train complet a été achevé et a commencé à être testé en France en décembre 1997. Il a été expédié en Corée du Sud en mars 1998, et le premier essai sur terrain a eu lieu en décembre 1999. En juin 2000, la vitesse de 300 km/h a été atteinte, et les tests réguliers à cette vitesse ont commencé en novembre 2000, après que Alstom ai construits les 12 ensembles . Conformément à la condition du contrat selon laquelle plus de 50 % de la valeur ajoutée doit provenir de Corée du Sud après le transfert de technologie, les 34 rames restantes sur les 46 commandées ont été construites sous licence par Rotem en Corée du Sud. La première caisse fabriquée en Corée a été achevée en octobre 1999, le premier train complet a été mis en service en avril 2002 et tous les trains ont été livrés en décembre 2003.
De janvier 2004 jusqu'au 1er avril 2004, 25 à 28 trains par jour ont été en service sur le système KTX . A cette période les trains étaient soumis à des tests intensifs pour préparer les systèmes et le personnel à l'ouverture au publics.

## Caractéristiques
Comme les TGV Réseau, dont il est une évolution, c'est un train articulé, c'est-à-dire que les bogies sont situés entre les voitures, ce qui permet un poids moindre, un meilleur confort, ainsi qu'une meilleure sécurité par rapport à un train classique. Il est constitué de dix-huit voitures, encadrées par deux motrices. Parmi ces dix-huit voitures, les deux d'extrémités sont motorisées (comme les TGV TMST et Sud-Est) et les seize autres étant des voitures classiques. Il mesure 388 m de long et possède une puissance de 13 560 kW.